# John Hamilton (gángster)
John "Red" Hamilton (27 de enero de 1899-30 de abril de 1934) fue un criminal canadiense y ladrón de bancos activos en el siglo XX, sobre todo como un socio criminal de John Dillinger.
Poco se sabe de la vida de John Hamilton antes de su carrera criminal. Lo que se sabe es que Hamilton fue apodado "Three-Finger Jack," habiendo perdido dos de sus dedos de la mano derecha en un accidente de trineo cuando era joven. El 16 de marzo de 1927, fue condenado por el robo de una gasolinera en St. Joseph, Indiana, y condenado a 25 años. Mientras estuvo encarcelado en la Prisión Estatal de Indiana en Michigan City, Hamilton se hizo amigo de un número de ladrones de bancos importantes, como John Dillinger, Russell Clark, Charles Makley, Harry Pierpont y Homer Van Meter.
Dillinger salió en libertad condicional en mayo de 1933, pero juró liberar a sus amigos, quienes tenían armas de fuego contrabandeadas, los cuales eran Hamilton, Makley, Pierpont, Clark y varios otros reclusos. El 26 de septiembre de 1933, un total de diez hombres armados, entre ellos Hamilton, escaparon por la puerta principal de la prisión estatal de Indiana.